# Dominic Schrijer
D.J. (Dominic) Schrijer (Amersfoort, 25 juli 1966) is een Nederlands bestuurder en PvdA-politicus.

## Loopbaan
Schrijer studeerde van 1985 tot 1991 bestuurskunde aan de Erasmus Universiteit Rotterdam, waar hij lid was van studentenvereniging S.S.R.-Rotterdam. Na zijn afstuderen ging hij aan de slag bij een commercieel adviesbureau. Als zodanig diende hij diverse overheden van beleidsadvies.
Schrijer werd in 1994 deelraadslid in de Rotterdamse deelgemeente Charlois en kwam in 1998 in het dagelijks bestuur, met als portefeuilles wonen en buitenruimte. Hij behoort tot de vernieuwers binnen de PvdA. In de zomer van 2003 meldde hij in de media dat de politiek geen antwoord had op de grote toestroom van kansarme mensen in de oude wijken. Voor zijn partij was hij in 2004 lid van een interne commissie die de immigratie- en integratieproblematiek bestudeerde.
In 2005 stelde hij zich kandidaat voor het lijsttrekkerschap van de PvdA voor de verkiezingen van de Rotterdamse gemeenteraad in 2006. Hij verloor in een ledenreferendum echter van Peter van Heemst. Na de door de PvdA gewonnen gemeenteraadsverkiezingen werd Schrijer naar voren geschoven als wethouder. Hij was sindsdien verantwoordelijk voor de beleidsterreinen werkgelegenheid, sociale zaken, Grotestedenbeleid en Pact op Zuid. In 2008 was hij lid van de commissie Arbeidsparticipatie onder leiding van Peter Bakker, die het toenmalig kabinet adviseerde over onder meer het heikele onderwerp ontslagrecht.
In november 2009 werd hij gekozen tot lijsttrekker van de PvdA bij de gemeenteraadsverkiezingen van 2010 in Rotterdam. Ruim een jaar later, op 17 mei 2011, stapte hij op na een conflict met zijn eigen partij over de voorgenomen bezuinigingen. Van september 2011 tot mei 2013 werkte hij als organisatieadviseur en vervulde hij diverse bestuurlijke en adviesfuncties in Rotterdam.
Op 20 maart 2013 werd Schrijer door de raad van de gemeente Zwijndrecht voorgedragen als burgemeester. Op 21 mei werd bekend dat de minister van BZK de voordracht heeft overgenomen en Schrijer heeft benoemd met ingang van 27 mei 2013. Schrijer is de eerste burgemeester die onder het koningschap van koning Willem-Alexander is benoemd.
Per 1 februari 2019 werd hij de voorzitter van Koninklijke BLN-Schuttevaer en Robert Strijk is met ingang van diezelfde dag benoemd tot waarnemend burgemeester van Zwijndrecht. Op 31 december 2020 legde Schrijer het voorzitterschap van Koninklijke BLN-Schuttevaer neer.
Schrijer is associate bij organisatieadviesbureau KplusV en bekleedt daarnaast diverse toezichthoudende functies.